# Phthersigena conspersa
Phthersigena conspersa es una especie de mantis de la familia Amorphoscelidae.

## Distribución geográfica
Se encuentra en Nueva Guinea y Australia.